# Хьонефос
Хьо̀нефос (на норвежки: Hønefoss) е град в южната централна част на Норвегия. Разположен е около река Байна във фюлке Бюскерю на около 60 km на север от столицата Осло. Главен административен център на община Рингерике. Получава статут на град през 1852 г. Има жп гара. Преработка на отпадъчна хартия. Население около 14 200 жители според данни от преброяването към 1 януари 2008 г.

## Спорт
Представителният футболен отбор на града носи името Хьонефос БК. Играл е в най-горните две нива на норвежкия футбол.